# Neue Zürcher Zeitung
Neue Zürcher Zeitung er en tysksprogede avis i Schweiz, der med sit oplag på 330.000 er landets største avis.
Avisen blev grundlagt som Zürcher Zeitung i 1780. Avisen er kendt for sine lange og dybdeborende artikler med et intellektuelt tilsnit. Hovedvægten er på internationale nyheder, erhvervsstof, finans og finkultur. Feature-artikler og livsstil er holdt på et minimum. Politisk er avisen placeret tæt på Freisinnig-Demokratische Partei der Schweiz. 
Neue Zürcher Zeitung har ry for at være blandt de bedste i verden, trods sit forholdsvist beskedne oplag. Udover skiftet fra gotiske bogstaver i 1946, har avisen ændret sig meget lidt siden 1930'erne. Det er f.eks. først i løbet af de senere par år, at avisen er begyndt at bruge farvebilleder, om end det stadig kun er i begrænset omfang. Avisens søndagsudgave, NZZ am Sonntag, blev lanceret i 2002. Søndagsudgaven har sin egen redaktion og rummer også flere 'bløde' nyheder og livsstilsstof end hverdagsavisen. 